# Spilarctia vandepolli
Spilarctia vandepolli là một loài bướm đêm thuộc phân họ Arctiinae, họ Erebidae.